# Grand Prix Soğanlı 2024
1-й выпуск  Grand Prix Soğanlı — шоссейной однодневной велогонки по дорогам Турции. Гонка прошла 24 августа 2024 года в рамках Европейского тура UCI 2024 (категория 1.2). Победу одержал эритрейский велогонщик Натнаэль Беране.

## Участники
В гонке приняло участие 11 команд.
| UCI Continental Teams (5)- Victoire Hiroshima - Spor Toto Cycling Team - Istanbul Büyüksehir Belediye Spor Türkiye - Konya Büyükşehir Belediye Spor - Vino SKO Team Национальная сборная- Турция Любительские, клубные или региональные команды (5)- DFT PWR CCN cycling - Crown Tabriz Cycling Team - Karya Cycling Team - Velo Bursa Bisiklet Takimi - CLN Guerciotti Pro Cycling Team |
| |

## Маршрут
Маршрут первого выпуска гонки со стартом и финишем в Девели проходил вокруг озера Яй, при этом дистанция составила 112,8 километра.

## Ход гонки
Эритреец Натнаэль Беране смог на финише опередить казахстанского велогонщика Владимира Колтунова. Турецкий спортсмен Тахир Йигит финишировал третьим.

## Результаты
| \| Генеральная классификация \| Генеральная классификация \| Генеральная классификация \| Генеральная классификация \| Генеральная классификация \| \| Гонщик \| Гонщик \| Команда \| Время \| \| \| ------------------------- \| ------------------------- \| ----------------------------------------- \| ------------------------- \| ------------------------- \| \| 1-й \| Натнаэль Беране \| Istanbul Büyükșehir Belediye Spor Türkiye \| 2ч 31' 35 \| \| \| 2-й \| Владимир Колтунов \| \| + 0 \| \| \| 3-й \| Tahir Yigit \| Spor Toto Cycling Team \| + 1 \| \| |                   |                                           |           |
| |                   |                                           |           |
| Источник: ProCyclingStats |                   |                                           |           |
| Генеральная классификация |                   |                                           |           |
| Гонщик | Гонщик            | Команда                                   | Время     |
| 1-й | Натнаэль Беране   | Istanbul Büyükșehir Belediye Spor Türkiye | 2ч 31' 35 |
| 2-й | Владимир Колтунов |                                           | + 0       |
| 3-й | Tahir Yigit       | Spor Toto Cycling Team                    | + 1       |